# Toxorhina (Ceratocheilus) claripennis
Toxorhina (Ceratocheilus) claripennis is een tweevleugelige uit de familie steltmuggen (Limoniidae). De soort komt voor in het Afrotropisch gebied.